# Антарес (футбольний клуб)
«Антарес» — аматорський футбольний клуб з міста Обухова Обухівського району Київської області. Виступав у чемпіонаті ААФУ 2007 року.

## Досягнення
- Чемпіонат Київської області:
  - Срібний призер: 2007
  - Бронзовий призер: 2006